# Wapen van Beesel

Het wapen van Beesel

Het wapen van Beesel werd op 27 juli 1853 aan de Nederlands Limburgse gemeente Beesel toegekend. Het wapen is voor dat jaar niet eerder gebruikt. Doordat de gemeente Beesel niet is gefuseerd met naastgelegen gemeenten wordt het wapen tot op heden gebruikt.

## Geschiedenis
Vanaf 1275 vormde Beesel samen met Belfeld een schepenbank, de schepenbank viel onder Montfort, echter tot 1507 deden zij dit zonder een eigen zegel te voeren. Het zegel dat tussen 1666 en 1713 gebruikt werd, vertoont sint Gertrudis, zij is de parochieheilige van Beesel. Als attributen heeft zij een kromstaf in haar linkerhand, een muis die in haar jurk klimt en twee muizen aan haar linkerzijde. Zij houdt eveneens een boek in haar rechterhand vast. Voor Gertrudis staat een schild met daarop het wapen van Gelre-Gulik.
Het wapen dat op 27 juli 1853 aan de gemeente Beesel werd toegekend, was ontworpen voor de ambtsketen van de burgemeester. De draak was afkomstig van de Sint Jorisschutterij. Omdat het om een nieuw wapen ging en er dus geen historische kleuren waren werd het wapen in rijkskleuren uitgevoerd.

## Blazoenering
De blazoenering van het wapen van Beesel luidt als volgt:
Van lazuur beladen met eenen draak van goud, getongd en geklaauwd van keel.
Het schild is geheel blauw van kleur met daarop een gouden gevleugelde draak. Alleen de tong en de nagels van de draak zijn rood. In het algemeen wordt de draak afgebeeld met een staart in plaats van achterpoten.

## Verwant symbool

Het wapen van het Hertogdom Gelre met Gulik